# Liturgie catholique

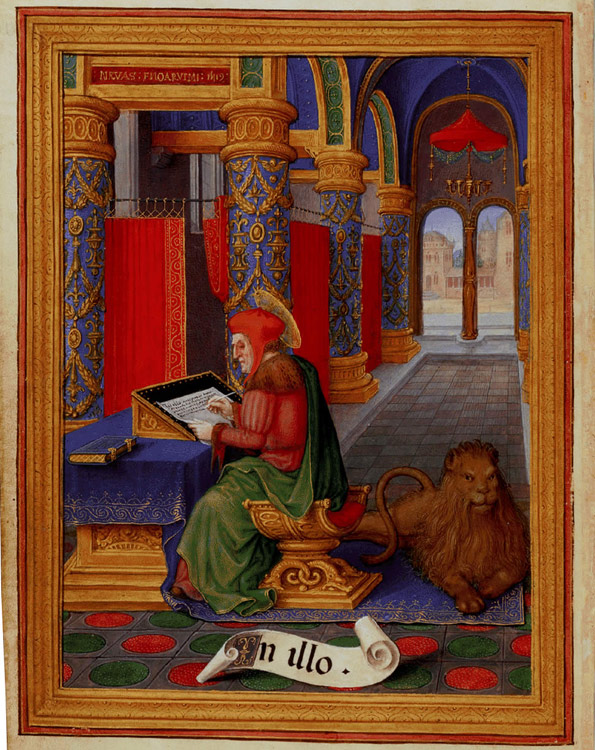
Saint Marc écrivant, enluminure de Gerard Horenbout, Livre d'heures Sforza, f.10v (v. 1519), British Library, Londres.

La liturgie catholique est l'ensemble des rites, cérémonies, prières et sacrements de l'Église catholique développés au cours de l'Histoire. Cette liturgie trouve son origine pour une part dans l'Ancien Testament et dans la liturgie juive au Temple de Jérusalem, et d'autre part, dans  les paroles de Jésus, qui met en place une liturgie nouvelle dont le centre est l'eucharistie.

## Étymologie
Le mot liturgie vient du grec λειτουργία / leitourgía, « service public, service du culte » de l'adjectif λειτουργός / leitourgós, « qui remplit une fonction publique, ministre du culte », de λαός / laós, « peuple » et  ἔργον / érgon, « action, œuvre, service ». Il désigne donc, littéralement, l'action populaire (pour honorer Dieu).
La liturgie est un ensemble d’actes, de symboles et de paroles par lesquels l’Église aide les hommes à rendre un culte à Dieu et transmet la connaissance de Dieu aux hommes. On peut dire que la liturgie met l’homme en contact avec Dieu. Dans la liturgie catholique , ce contact passe par« l’exercice de la fonction sacerdotale de Jésus Christ ».

## Principes communs
Tous les rites catholiques suivent les mêmes principes. Définie par l'autorité comme étant la prière de l'Église, la liturgie est une prière commune, officielle et publique, soumise à des normes. Elle met en œuvre un code rituel : ni le célébrant, ni les assistants ne peuvent faire ce qu'ils veulent. Ce n'est pas du théâtre, mais il y a bien une mise en scène. Il s'agit de faire ceci ou cela, de telle et telle manière, à tel et tel moment, ce qui  est bien le propre d'un rituel.La ritualisation du contact avec Dieu que permet la liturgie à plusieurs fonctions. Elle garantit tout d'abord à la messe -comme rassemblement des chrétiens-, sa capacité à reproduire à l'infini l'événement central de l'eucharistie  ou Cène.Le rituel a une autre fonction essentielle: Il permet de rompre avec l'espace profane de la vie quotidienne et de rendre ainsi possible la relation de l'homme avec le divin. Tout comme l'officiant, la personne qui participe à une liturgie n'interprète pas un rôle : dans cette prière, elle est pleinement elle-même. Elle investit la liturgie avec tout ce qu'elle est, y compris son corps.
La célébration des sacrements (Eucharistie, baptême, etc.) tout comme la Liturgie des Heures (Également appelée Office divin, c'est pourquoi on parle des différents offices de la journée, qui en compte sept) font partie de la liturgie. En revanche, une récitation de la prière du rosaire entre personnes privées, y compris quand elles sont réunies dans un lieu de culte et accompagnée par un prêtre ou un diacre, n'est pas considérée comme un rite liturgique.
L’année liturgique débute par l’Avent, temps de préparation à la Nativité (Noël) qui commence quatre semaines avant ; elle se termine par la fête du Christ Roi. À chaque jour de l'année est associé un passage des Évangiles. Une année ne suffisant pas, la lecture de l'ensemble des textes liturgiques du dimanche s'étale sur trois ans, appelés années A, B et C ; pour les messes de semaine, deux jeux de textes sont prévus, distinguant les « années paires » et les « années impaires » (on considère l'année liturgique, qui débute le premier dimanche de l'Avent, début décembre). Les lectures des Évangiles sont prises chaque année dans un même évangile, parmi les trois évangiles dits synoptiques (Matthieu les années A, Marc les années B et Luc les années C). Ainsi, du 27 novembre 2005 au 2 décembre 2006, l'année est B pour les dimanches, « paire » pour la semaine. Le lectionnaire est le nom du livre qui regroupe ces lectures dans l'ordre chronologique. Il existe aussi des lectionnaires pour le sanctoral, pour les sept sacrements, pour les messes des défunts. C'est un des acquis de la réforme liturgique voulue par le Concile Vatican II (Constitution Dei Verbum) d'avoir demandé que la liturgie procure aux fidèles un accès beaucoup plus large à la parole de Dieu.
Le point culminant de la liturgie catholique est la fête de Pâques, fête de la résurrection de Jésus. Elle est précédée du temps du Carême qui se termine par la Semaine sainte. Au cours de la messe chrismale, présidée par l'évêque, les ministres ordonnés renouvellent les promesses de leur ordination ; puis l'évêque bénit l'huile des malades et l'huile des catéchumènes et consacre le Saint-Chrême. Cette messe est traditionnellement célébrée le Jeudi Saint au matin, mais parfois plus tôt dans la semaine. Vient ensuite la célébration de la Cène, avec le rite du lavement des pieds, le soir de ce même Jeudi Saint. La célébration de la passion du Seigneur a lieu le Vendredi saint et le lendemain, dans la nuit du samedi au dimanche, au cours de la Veillée pascale, on célèbre la Résurrection du Christ. C'est au cours de cette vigile pascale que sont traditionnellement célébrés les baptêmes des adultes. Cette fête est suivie d’une période de cinquante jours appelée « temps pascal » qui se termine par la Pentecôte. La résurrection de Jésus est aussi célébrée chaque dimanche, et chaque semaine est couronnée liturgiquement par le dimanche.

## Cinq branches de la liturgie catholique

### Les sacrements
Les sacrements sont une forme particulière de la prière de l'Église. Dieu agit directement au travers des sacrements auprès des hommes. Chaque sacrement est normalisé et ces normes sont promulguées dans des livres liturgiques spécifiques à chacun.
Les sacrements, sont des signes de l’action de Dieu dans la vie d’un croyant et de l’Église. L’Église catholique romaine en distingue sept :
1. Le baptême. Le sacrement est dit ex opere operato, c’est-à-dire que la grâce divine est reçue indépendamment de qui le confère (voir donatisme). Il est réputé faire le chrétien. Tout le monde peut baptiser « au nom du Père, et du Fils, et du Saint-Esprit » s'il le fait avec l'intention de faire ce que l'Église souhaite.
2. La confirmation, par laquelle l'Église confirme que le baptisé assume personnellement son baptême. Elle le manifeste alors par l'onction que donne l’évêque. Le confirmé est reconnu dans sa maturité chrétienne, il est invité à assumer sa part de la mission de l'Église. L'évêque peut déléguer son pouvoir de confirmation à un prêtre.
3. L’eucharistie ou communion : le corps et le sang de Jésus-Christ sous forme du pain (l’hostie) et du vin consacrés (transsubstantiés). Elle est considérée comme étant le plus important sacrement de l’Église.
4. Le sacrement de pénitence et de réconciliation, ou confession des péchés à un prêtre qui peut conférer « l’absolution », c’est-à-dire la rémission des péchés.
5. Le sacrement des malades, anciennement appelé « extrême-onction ».
6. Le sacrement de mariage, sacrement indissoluble depuis le XIIIe siècle (concile du Latran IV, 1215). L’annulation est toutefois possible dans certains cas exceptionnels, notamment la non-consommation du mariage. La séparation est autorisée ; mais les personnes séparées qui se remettent en couple sont considérés comme adultères si elles ne vivent pas « comme frère et sœur » c’est-à-dire dans l’abstinence.
7. L'ordination des évêques, prêtres et diacres, ou sacrement de l’ordre.

Les trois premiers constituent les « sacrements de l’initiation chrétienne ». Le baptême et la confirmation ne peuvent être conférés qu’une seule fois à une même personne (le baptême des autres confessions chrétiennes étant reconnu valide par l'Église catholique romaine).
Les deux suivants constituent les « sacrements de guérison », et sont conférés aussi souvent que nécessaire.
Les deux derniers sont les « sacrements du service de la communion ».
L'ordination ne peut être conférée que par les évêques.
L’Église distingue également des sacramentaux, comme les bénédictions d’une maison, d’un rosaire, de catéchistes, les funérailles chrétiennes, le sacre des rois (qui n’est plus pratiqué par l’Église catholique romaine depuis 1825).

### La messe (l'Eucharistie)
Dans le cas de la messe, la liturgie se fait à la fois action de Dieu auprès des hommes et action de grâce des hommes auprès de Dieu. Le missel est le livre utilisé par les prêtres. Ils y trouvent l'ordonnancement des prières publiques de l'Église en présence de fidèles. L'utilité de ces prières sont la gloire de Dieu, mais aussi l'édification des fidèles.
La messe est la réactualisation non sanglante du sacrifice du Christ. La messe est désignée par plusieurs noms : « Eucharistie, Sainte Messe, Cène du Seigneur, Fraction du pain, Célébration eucharistique, Mémorial de la passion, de la mort et de la résurrection du Seigneur, Saint Sacrifice, Sainte et Divine Liturgie, Saints Mystères, Saint-Sacrement de l’autel, Communion ». Toute la vie du catholique gravite autour de cette célébration, « source et sommet de la vie chrétienne ». Ceci est particulièrement vrai pour la messe dominicale qui a lieu le dimanche ou le samedi soir. Il est demandé aux catholiques d’y participer chaque dimanche (l’obligation dominicale).
Le rituel d’une messe catholique n'est pas le même pour tous les diocèses, mais la signification de cette messe est identique quel que soit le rite suivi. On dénombre dans le monde une vingtaine de rites liturgiques différents, dont plusieurs peuvent coexister dans un même diocèse ou dans une même Église (par exemple au Liban).
Dans l'Église latine, jusqu’au concile de Vatican II, la messe était dans la quasi-totalité des paroisses célébrée en latin selon des éditions postérieures du missel de saint Pie V (messe tridentine). En 2007, avec le motu proprio Summorum Pontificum, le pape Benoît XVI a permis, en plus de la forme ordinaire de la messe de rite romain (selon le missel publié en 2002 par le pape Jean-Paul II, troisième édition typique du missel romain rénové par Paul VI), la célébration, comme « forme extraordinaire », selon la sixième édition typique (publié en 1962 par le pape Jean XXIII) du missel initialement réformé en 1570, et définit les conditions d'utilisation légitime, en déclarant que ces formes sont les « deux mises en œuvre de l'unique rite romain » par lui autorisées. En 2021, avec le motu proprio Traditionis custodes le pape François a abrogé la législation de Benoît XVI, et a déclaré qu'il n'y a qu'une seule expression de la lex orandi du rite romain, c'est-à-dire « les livres liturgiques promulgués par les Saints Pontifes Paul VI et Jean-Paul II, conformément aux décrets du concile Vatican II ». L'usage de la forme tridentine du rite romain de 1962 est permis par le Saint-Siège à plusieurs Instituts ou Fraternités : ainsi, la Fraternité Saint-Pierre, principale société de prêtres ayant la possibilité de célébrer selon la forme traditionnelle, a été fondée sous Jean-Paul II en 1988 et est de droit pontifical. En outre, chaque évêque diocésain peut autoriser l’utilisation du Missale Romanum de 1962 dans le diocèse, en suivant les orientations du Siège Apostolique.
En fonction de leurs théologies et spiritualités, certaines Églises locales aux rites anciens ont pu conserver leurs rites propres lors des réformes du XVIe siècle (rite ambrosien à Milan, rite mozarabe à Tolède), de même que les Églises orientales (rites byzantin, copte, syriaque, arménien, maronite, etc.) et certaines congrégations religieuses. Il existe également des aménagements liés aux circonstances, par exemple s'il s'agit d'une messe dominicale, d'une messe de mariage ou d'une messe d'enterrement. Ces aménagements sont codifiés.
Dans le rite romain, la messe comporte deux parties principales : la liturgie de la Parole et la liturgie de l'Eucharistie. Une messe peut durer de 20 minutes (en semaine et sans peuple) à 3 heures (par exemple liturgie de béatification de Jean-Paul II le 1er mai 2011). Le dimanche la liturgie eucharistique dure environ 1 heure, temps variable qui dépend de l'ampleur donnée à la liturgie, aux chants et à l'homélie. Dans des circonstances normales, une messe selon la forme tridentine dure de 20 minutes à 1 heure (messe récitée) et peut atteindre 1 heure 30 (messe chantée).
Selon les époques, le fidèle a été amené à communier plus ou moins fréquemment. Depuis le concile du Latran IV, il est obligatoire de communier au moins une fois par an, lors de la fête de Pâques. Maintenant « [q]ui a déjà reçu la très sainte Eucharistie peut la recevoir à nouveau le même jour mais seulement lors d'une célébration eucharistique à laquelle il participe.

### Les célébrations liturgiques autres que les messes
- La consécration ou dédicace d'une église ;
- les assemblées et veillées de prière, les plus importantes étant celles de Noël et la vigile pascale ;
- le chemin de croix, effectué le Vendredi Saint, qui rappelle les souffrances du Christ au cours de sa Passion ;
- la Messe des présanctifiés, l’office de l’après-midi du Vendredi saint qui n'est, en fait, pas une messe ;
- les rogations : prières collectives pour les récoltes partout où la ruralité est importante ;
- le jubilé (du mot hébreu « Jubel » nom de la corne évidée d'animal qui sert à appeler les fidèles pour fêter ou célébrer) tous les 25, 50, ou 100 ans conformément à l'ancien testament qui les a institués (Cf. Lv 25, 40). À certaines conditions, il octroie parfois des indulgences spéciales.

### L'Office divin
L'Office divin (ou liturgie des Heures) est une louange rendue à Dieu seul par la prière commune de l’Église catholique. Sa seule finalité est la gloire de Dieu. C'est un dialogue d'amour entre Dieu et son peuple, en utilisant les mots de Dieu contenus dans l'Écriture sainte. Le contenu des offices, récités ou chantés seul ou en communauté est commun à l’Église. Depuis la réforme liturgique de Vatican II, les offices, répartis en plusieurs heures tout au long de la journée, sont :
- Matine, office des lectures ou Vigile (heure majeure)
- Laudes, office de l'aube (heure majeure)
- Prime (heure mineure, uniquement dans la forme extraordinaire)
- Tierce, office du milieu de l'avant-midi (heure mineure)
- Sexte, office du midi (heure mineure)
- None, office du milieu de l'après-midi (heure mineure)
- Vêpres, office du soir (heure majeure)
- Complies, office avant la nuit

Les offices du matin et du soir sont qualifiés d’heures majeures, et sont plus longs que les autres. Sur une période de quatre semaines, l’ensemble des Psaumes est chanté.
Le bréviaire est le livre utilisé pour célébrer l'Office.
Benoît de Nursie, fondateur des Bénédictins, met en forme cette prière publique selon les huit heures canoniales (une la nuit et sept le jour) pour les moines en s'inspirant de la liturgie romaine. Certains ordres ou congrégations ont une liturgie des Heures propre.

### Dévotions catholiques
Les dévotions catholiques sont des types de prières (telles que celle dédiée, par exemple, au Précieux Sang) qui n'ont pas été élaborées officiellement par l'Église mais sont issues de pratiques développées par des particuliers (ou groupe de particuliers). Cependant, nombre d'entre elles sont officiellement approuvées par l'Église catholique.

## Les liturgies catholiques

### Le rite
La notion de liturgie est parfois confondue avec celle de « rite », désignant les différentes manières de célébrer publiquement les mystères de la religion en tant qu'elles se différencient selon des critères ecclésiologiques, géographiques, culturels ou linguistiques, selon une tradition pluri-séculaire. De nos jours, on emploie équivalemment le terme « rite ». Pour chacune de ces familles (liste incomplète), voir liens suivants :

#### Familles liturgiques occidentales ou latines
- Rite romain : le plus répandu des latins dont la plupart des rubriques peuvent être suivies grâce au missel romain.
- Rite mozarabe : liturgies hispaniques et du sud de l'Italie médiévale
- Rite ambrosien : liturgie de Milan
- Rite cartusien : liturgie de l'ordre des chartreux
- « Rite zaïrois »: adaptation du rite romain pour les diocèses de la République démocratique du Congo

#### Familles des liturgies orientales toujours en vigueur
- Rite syriaque : liturgie catholique de rite syriaque
- Rite gréco-catholique : rite des catholiques orientaux en grec, très proche de la divine liturgie Orthodoxe.
- Rite arménien : liturgie des Églises de langue arménienne
- Rite maronite : liturgie de l'Église maronite, particulièrement présente au Liban
- Rites Syro Malabar, Syro Malankar : liturgies de certaines communautés catholiques d'Inde
- Rite copte : liturgie des catholiques d'Égypte et en Éthiopie
- Rite de saint Jean Chrysostome
- Rite de saint Jacques ou rite hiérosolomitain
- Rite de saint Basile

#### Rites anciens dont peu de traces subsistent
- Rite bayeusain : liturgie dans le diocèse de Bayeux, pratiqué en partie encore à la cathédrale de Bayeux et à l'Abbaye aux Hommes à Caen.
- Rite cambrésien : liturgie dans le diocèse de Cambrai, incluant alors ce qui allait devenir le diocèse de Lille. Ce rite a vu sa pratique abandonnée après la Révolution française.
- Rite dominicain : liturgie de l'ordre des dominicains
- Rite gallican : liturgies de l'Empire carolingien
- Rites néo-gallicans : liturgies françaises de la période moderne
- Rite lyonnais : liturgie de Lyon
- Rite carmélitain : liturgie de l'Ordre du Carmel

### Le rite ou rituel
La liturgie du « rite », désignant les diverses cérémonies du culte, propres ou communes à chacune de ces familles liturgiques, par exemple :
- liturgie de la messe
- liturgie de la parole
- liturgie du Vendredi saint.
- liturgie des Heures.

### Ouvrages généralistes
- (de) Friedrich Heiler, Das Gebet. Eine religionsgeschichtliche und religionspsychologische Untersuchung, 1918.
- Arnaud Join-Lambert, Guide pour comprendre la messe, préface de Bernard-Nicolas Aubertin, Paris, Mame, 2002 (collection « Les Fondamentaux ») 249 p.  (ISBN 2-7289-1038-3).
- Robert Le Gall, Dictionnaire de liturgie, Conférence des évêques de France (présentation en ligne)

### Ouvrages théologiques
- Joseph Ratzinger, L'Esprit de la liturgie, Paris, Ad Solem, 2001
- Marie-Dominique Chenu, « Anthropologie de la liturgie », La Liturgie après Vatican II, Paris, Cerf, 1967.

### Ouvrages historiques

#### La liturgie dans l'Antiquité
- François Cassingena-Trévedy, Les Pères de l’Église et la liturgie, Perpignan, Artège, 2016, 2e éd., 388 p..

#### La liturgie au Moyen Âge et à l'âge classique
- Cécile Davy-Rigaux, Bernard Dompnier et Daniel Odon-Hurel (dir.), Les cérémoniaux catholiques en France à l’époque moderne. Une littérature de codification des rites liturgiques, Turnhout, Brepols, 2009
- Bernard Dompnier (dir.), Les cérémonies extraordinaires du catholicisme baroque, Clermont-Ferrand, PUBP, 2009
- Philippe Martin, Le théâtre divin. Une histoire de la messe du XVIe siècle au XXe siècle, Paris, CNRS Éditions, 2010, réédité en 2013 sous le titre Histoire de la messe.
- Éric Palazzo, Liturgie et société au Moyen Âge, Paris, Aubier, 2000.

#### La liturgie auXXesiècle
- Nicolas de Bremond d’Ars (préf. D. Hervieu-Lége), La liturgie catholique : quarante ans de pratiques en France, Rennes, Presses Universitaires de Rennes, coll. « Sciences des religions », 2015, 216 p..
- Annibale Bugnini (trad. P.-D. Nau et Ph. de Lacvivier), La réforme de la liturgie (1948-1975), Paris-Perpignan, Desclée de Brouwer, 2015, 1034 p..
- Yves Chiron, Annibale Bugnini, Paris, Desclée de Brouwer, 2016, 221 p..
- Raymond Loonbeek et Jacques Mortiau, Dom Lambert Beauduin, visionnaire et précurseur (1873-1960), Paris, Cerf, 2005.
- Benoît-Marie Solaberrieta, Aimé-Georges Martimort. Un promoteur du mouvement liturgique (1943-1962), Paris, Cerf, coll. « Histoire », 2011
- Deux anniversaires : 1943-1963, La Maison-Dieu (no 275), septembre 2013.